# MSG Prime Minister's Cup 2024
La MSG Prime Minister's Cup 2024 fue la décima edición de dicha competición y se celebró del 9 al 21 de diciembre de 2024. Islas Salomón fue sede de la competición y los partidos se jugaron en el Estadio Lawson Tama y en el Estadio Nacional, ambos en Honiara.
Las Islas Salomón son las actuales campeonas tras ganar la edición de 2023 del torneo. Nueva Caledonia, que participa habitualmente en la competición, se retiró.
Papúa Nueva Guinea ganó la competición y consiguió su segundo título.

## Formato
Los cinco equipos se enfrentaron entre sí en una sola ronda en el sistema de todos contra todos y el equipo que acumuló más puntos fue el campeón. Se jugaron un total de 10 partidos en cinco fechas.

## Clasificación
| Equipo             | Pts | PJ | PG | PE | PP | GF | GC | Dif |
| ------------------ | --- | -- | -- | -- | -- | -- | -- | --- |
| Papúa Nueva Guinea | 10  | 4  | 3  | 1  | 0  | 7  | 4  | +3  |
| Fiyi               | 8   | 4  | 2  | 2  | 0  | 8  | 3  | +5  |
| Islas Salomón      | 6   | 4  | 2  | 0  | 2  | 9  | 7  | +2  |
| Vanuatu            | 4   | 4  | 1  | 1  | 2  | 6  | 8  | -2  |
| Islas Salomón B    | 0   | 4  | 0  | 0  | 4  | 1  | 9  | -8  |

## Fixture
- La hora de cada encuentro corresponde al huso horario correspondiente a las Islas Salomón (UTC+11:00).

| Fecha                          | Lugar   |                    |                               | Resultado |                               |                    |
| ------------------------------ | ------- | ------------------ | ----------------------------- | --------- | ----------------------------- | ------------------ |
| 9 de diciembre de 2024, 13:00  | Honiara | Islas Salomón B    | Bandera de Islas Salomón      | 0:1       | Bandera de Papúa Nueva Guinea | Papúa Nueva Guinea |
| 9 de diciembre de 2024, 15:00  | Honiara | Islas Salomón      | Bandera de Islas Salomón      | 4:1       | Bandera de Vanuatu            | Vanuatu            |
| 12 de diciembre de 2024, 13:00 | Honiara | Fiyi               | Bandera de Fiyi               | 1:1       | Bandera de Vanuatu            | Vanuatu            |
| 12 de diciembre de 2024, 15:00 | Honiara | Islas Salomón      | Bandera de Islas Salomón      | 2:0       | Bandera de Islas Salomón      | Islas Salomón B    |
| 15 de diciembre de 2024, 15:00 | Honiara | Papúa Nueva Guinea | Bandera de Papúa Nueva Guinea | 1:1       | Bandera de Fiyi               | Fiyi               |
| 15 de diciembre de 2024, 18:00 | Honiara | Vanuatu            | Bandera de Vanuatu            | 3:1       | Bandera de Islas Salomón      | Islas Salomón B    |
| 18 de diciembre de 2024, 16:00 | Honiara | Islas Salomón      | Bandera de Islas Salomón      | 2:3       | Bandera de Papúa Nueva Guinea | Papúa Nueva Guinea |
| 18 de diciembre de 2024, 18:00 | Honiara | Fiyi               | Bandera de Islas Salomón      | 3:0       | Bandera de Islas Salomón      | Islas Salomón B    |
| 21 de diciembre de 2024, 16:00 | Honiara | Vanuatu            | Bandera de Vanuatu            | 1:2       | Bandera de Papúa Nueva Guinea | Papúa Nueva Guinea |
| 21 de diciembre de 2024, 18:00 | Honiara | Fiyi               | Bandera de Fiyi               | 3:1       | Bandera de Islas Salomón      | Islas Salomón      |

## Goleadores
| Jugador         | Selección          | Goles |
| --------------- | ------------------ | ----- |
| Don Keana       | Islas Salomón      | 3     |
| Rovu Boyers     | Islas Salomón      | 3     |
| Alwin Komolong  | Papúa Nueva Guinea | 3     |
| Sairusi Nalaubu | Fiyi               | 3     |
| Alex Saniel     | Vanuatu            | 2     |
| Jean Kaltak     | Vanuatu            | 2     |
| Raymond Gunemba | Papúa Nueva Guinea | 2     |